# Санітар

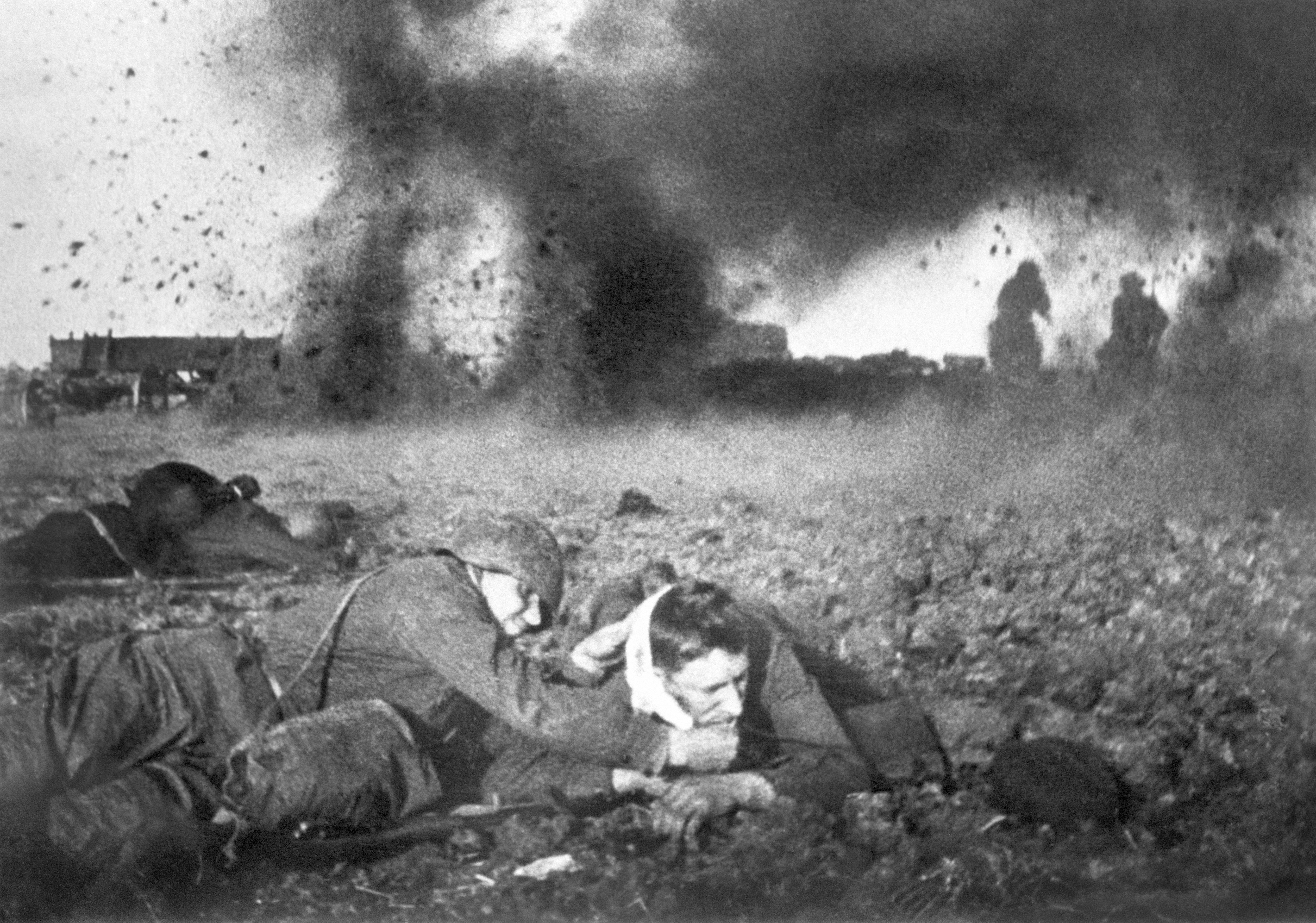
Санітар надає допомогу пораненому червоноармійцю під час бою в біля м. Москви, 21 вересня 1941 р.

Саніта́р (в жіночому роді саніта́рка) — молодший медичний працівник, що виконує допоміжні функції в медичній практиці. Робота санітаром (санітаркою) не вимагає медичної освіти, але залежно від виконуваної роботи може знадобитися попередня підготовка у вигляді курсів, навчання на навчально-виробничому комбінаті й іншого.
В алегоричному сенсі санітар означає чистильника: «Вовк — санітар лісу».

## Діяльність
У загальні посадові обов'язки санітарів входять:
1. санітарно-гігієнічне обслуговування приміщень, у тому числі проведення поточної й заключної дезінфекції;
2. обробка медичних інструментів й засобів догляду за пацієнтами;
3. догляд за пацієнтами, їх транспортування, видача й зміна натільної й постільної білизни, інформування медсестер і лікарів про зміну стану пацієнтів;
4. допомога середньому медичному персоналові в проведенні процедур і маніпуляцій.

Додаткові функції є в співробітників с́пеціалізованих підрозділів (рентгенологічного відділення, моргу й ін.).
Залежно від роду діяльності виділяють санітарів: санітарок-прибиральниць, санітарок-ванщиць, санітарок-буфетниць, санітарів-носіїв санітарів з догляду за хворими т.ін.. У великих лікувально-профілактичних установах (лікарні, поліклініки й ін.) санітари підкоряються сестрі-господарці, у невеликих (ФАПи, травмпункти, здравпункти) — завідувачеві медичного закладу.
На військовій службі санітарами є рядові військових медичних частин, у їхній обов'язок входить надання першої медичної допомоги на полі битви й транспортування поранених у медсанбати (лазарети).